# Qalacıq (Qusar)
Qalacıq è un comune dell'Azerbaigian situato nel distretto di Qusar. Conta una popolazione di 1 313 abitanti.